# Neoturris crockeri
Neoturris crockeri är en nässeldjursart som beskrevs av Bigelow 1940. Neoturris crockeri ingår i släktet Neoturris och familjen Pandeidae. Inga underarter finns listade i Catalogue of Life.